# Église Saint-Laud d'Angers
L'église Saint-Laud d'Angers est une église paroissiale dans le centre-ville d'Angers de style style néo-roman poitevin construite en 1872 par Ernest François Dainville.

## Histoire
Les origines de l’église Saint-Laud d’Angers remontent au VIe siècle, à l’occasion du transfert des reliques de saint Laud, évêque de Coutances, dans la ville afin de les soustraire aux invasions normandes. Ces reliques furent alors confiées à un chapitre de chanoines. En 1234, sous le règne de Louis IX, la collégiale Saint-Laud d'Angers est démolie et le chapitre et les reliques déplacés vers une petite église paroissiale nommée « Saint-Germain en Saint-Laud », située à l’emplacement de l’actuelle cour Saint-Laud.
Située en dehors des remparts de la ville, cette église fut exposée à plusieurs pillages au cours des siècles. Lors de la Révolution française, elle fut fortement endommagée et la chapelle des Récollets, édifiée à l’emplacement de l’église actuelle, devint alors le principal lieu de culte de la paroisse. En 1869, cette chapelle fut démolie pour laisser place à l’édifice actuel, conçu par l’architecte Ernest François Dainville et consacré en 1876.
Détruite en partie à la libération, la flèche est reconstruite et simplifiée elle ne sera rendue au culte qu'en 1954.

## Architecture
Roman angevin ou roman poitevin, cette église se distingue par la hauteur de ses voûtes, permettant de faire entrer la lumière.

## Restaurations
Une première restauration a lieu de 1945 à 1954 pour reconstruire les voûtes et le clocher effondrés lors de la destruction qui avait causée la mort de 28 fidèles. L'église sera rendue au culte en 1954.

Les vitraux, soufflés lors des bombardements de la seconde guerre mondiale ont été restaurés à partir des années 1990. Remplacés par des verres blancs, ils ont repris leur place après restauration pour certains, ou bien ont été refaits à l'identique ou encore ont été remplacés par des créations contemporaines.

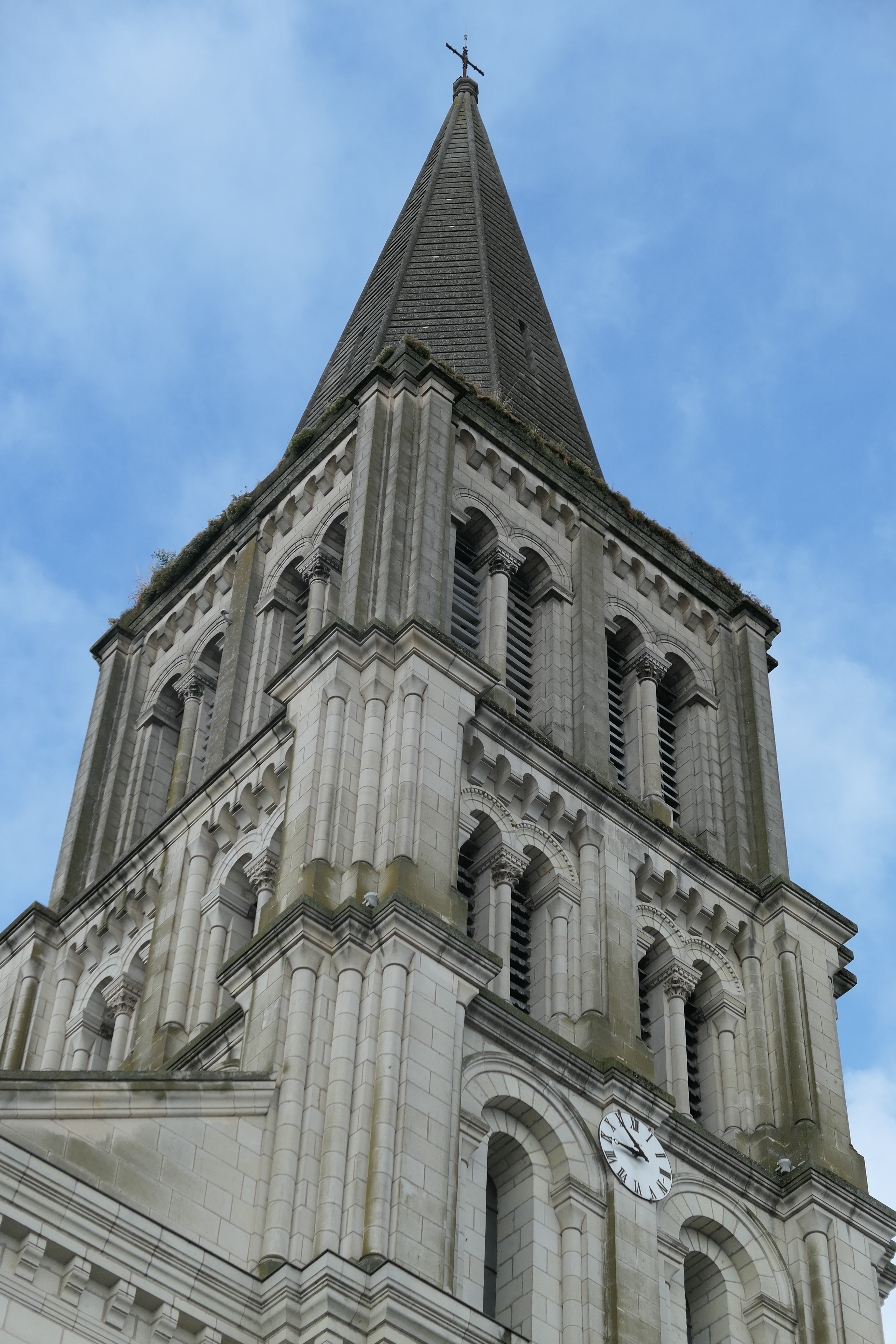
Clocher de l'église
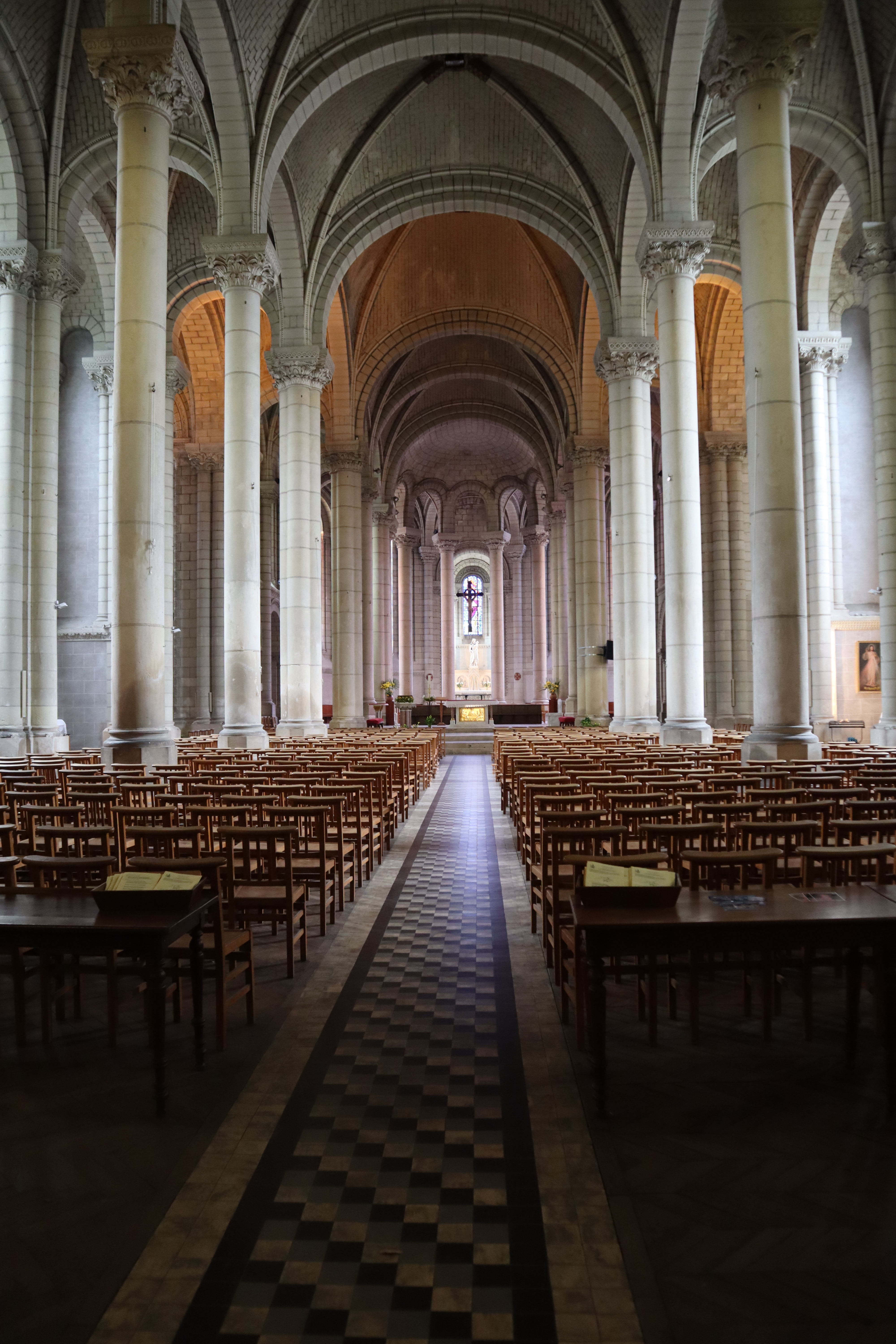
Intérieur de la nef
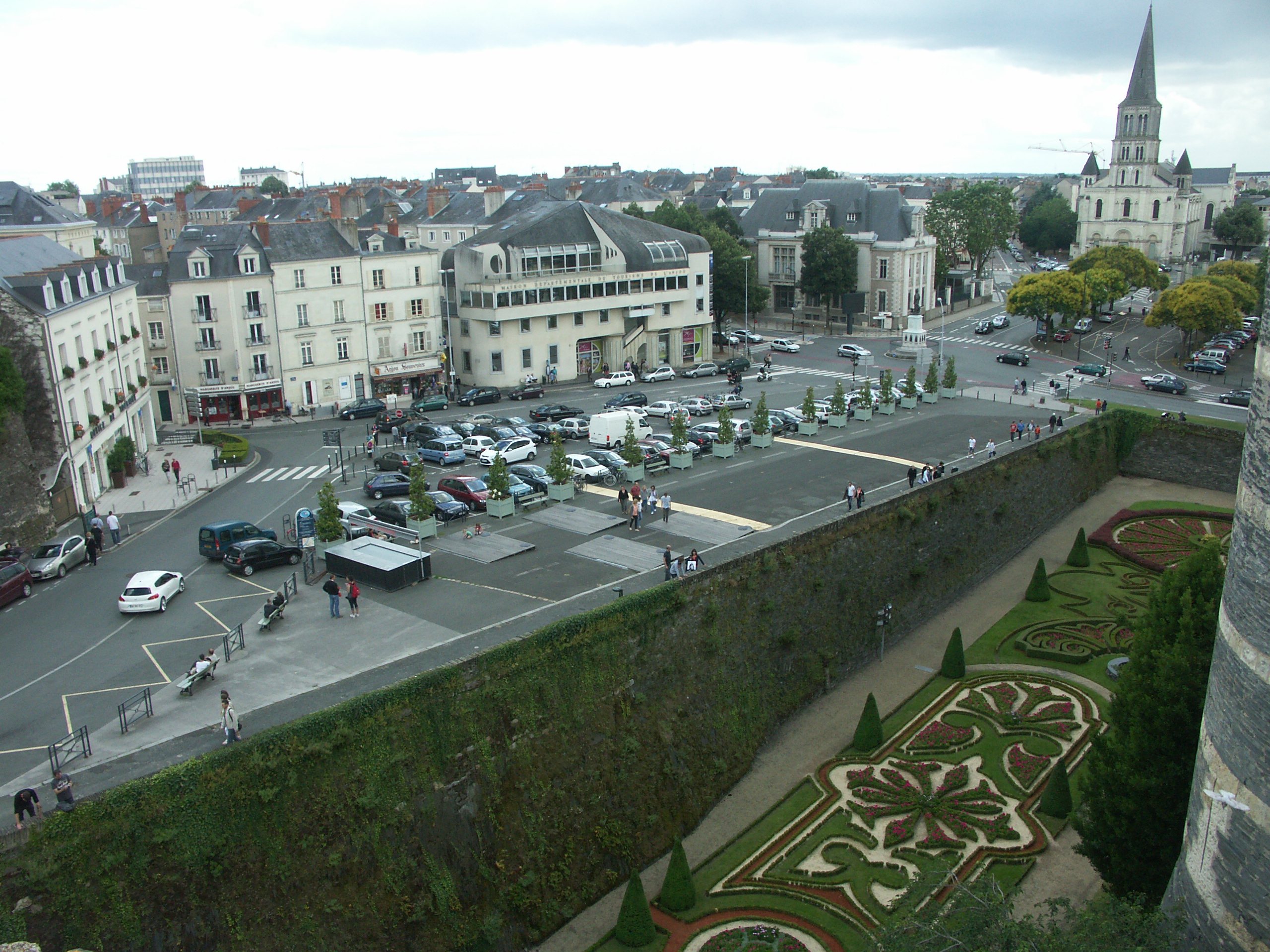
Vue depuis le château d'Angers
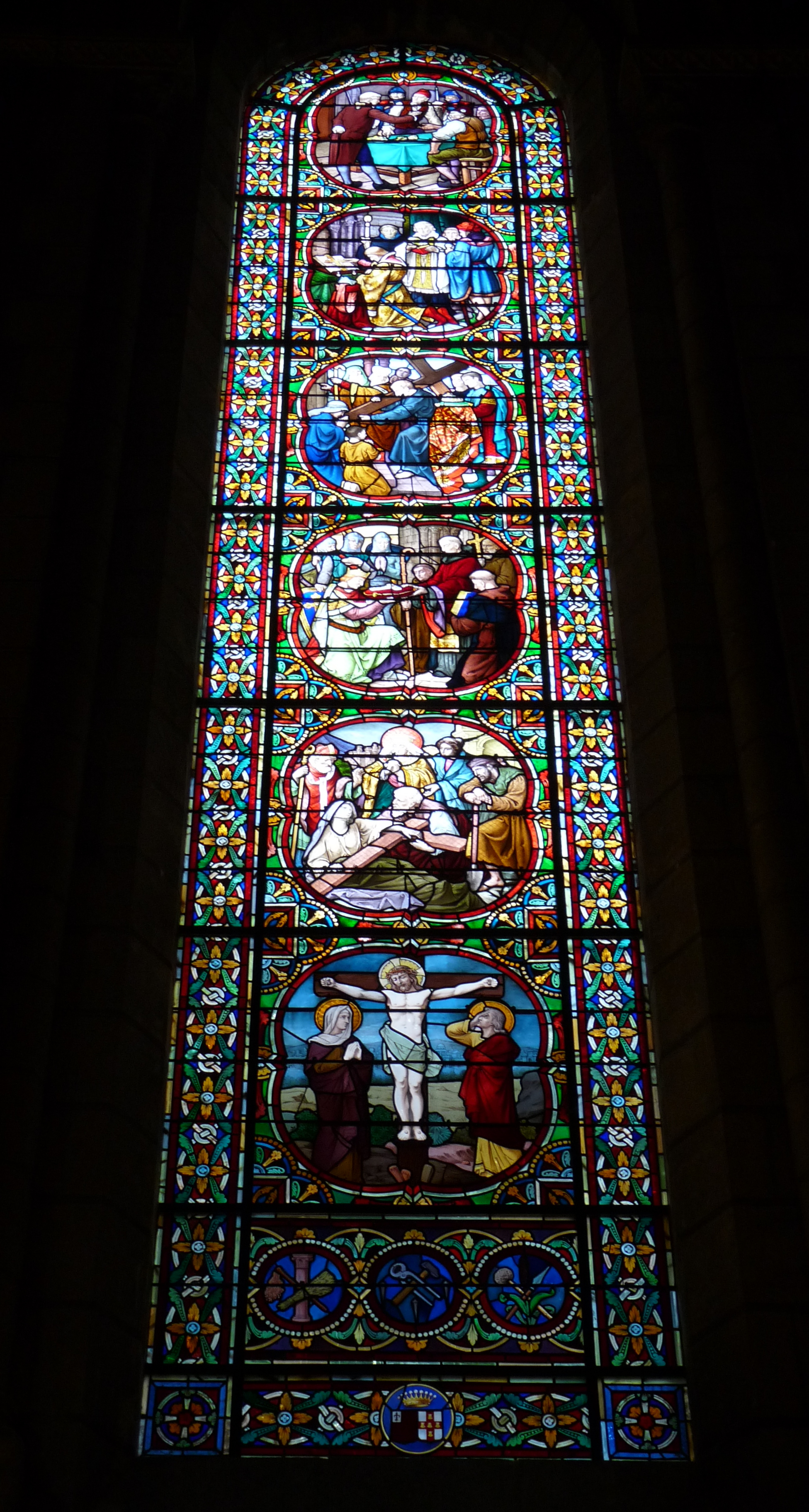
Verrière de Saint Louis